# Wurmlingenská kaple

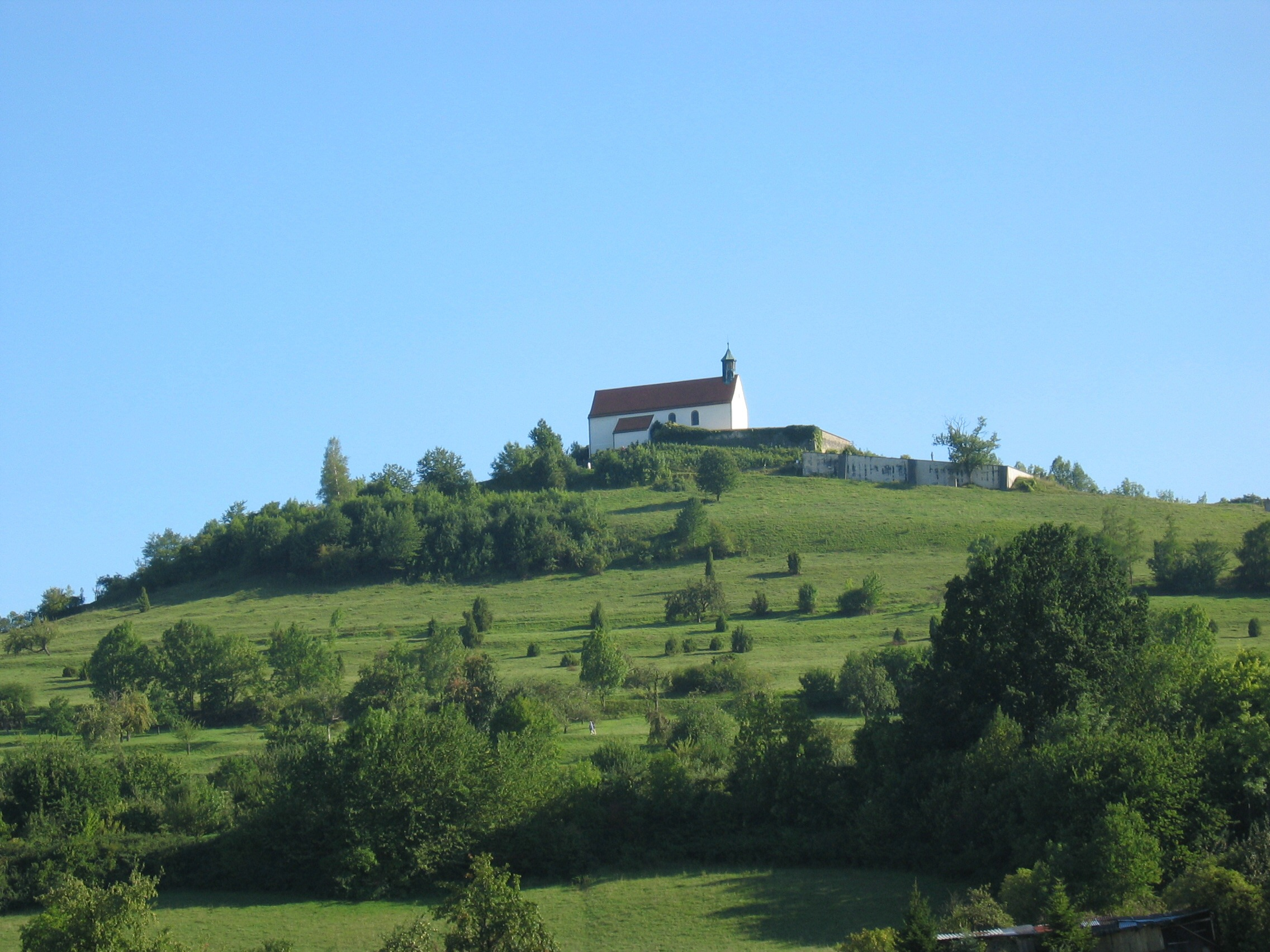
Pohled na kapli z údolí potoka Ammer

Wurmlingenská kaple, taktéž Kaple svatého Remigia (německy Sankt-Remigius-Kapelle nebo jen Wurmlinger Kapelle) se nachází v nadmořské výšce 475 m n. m.
Jedná se původně o románskou kapli postavenou roku 1050 jako pohřební kaple hraběte Anselma z Calw. Roku 1150 k ní byla vybudována románská krypta. Dnešní vzhled získala roku 1644 pozdně gotickou přestavbou. Vysvěcena byla ale až roku 1685. O dva roky později, v roce 1687, k ní byla z blízké vesnice Wurmlingen vybudována křížová cesta. Posléze byl u kaple založen i hřbitov.

## Kaple v poezii
Básník Ludwig Uhland a mnozí další básníci se nechal kaplí inspirovat při psaní své poezie:
Die Kapelle (1805)
Droben stehet die Kapelle,

Schauet still ins Tal hinab.

Drunten singt bei Wies' und Quelle

Froh und hell der Hirtenknab.

Traurig tönt das Glöcklein nieder,

Schauerlich der Leichenchor;

Stille sind die frohen Lieder,

Und der Knabe lauscht empor.

Droben bringt man sie zu Grabe,

Die sich freuten in dem Tal;

Hirtenknabe, Hirtenknabe!

Dir singt man dort auch einmal.

## Turistické informace
Kaple je otevřena od května do října každou neděli mezi 10:00 a 16:00. Je ve správě katolického farního úřadu ve vesnici Wurmlingen, kde si od ní k dispozici klíč pro případné návštěvníky mimo výše uvedené období.